# Montealegre de Campos
Montealegre de Campos ist ein nordspanischer Ort und eine Gemeinde (municipio) mit 105 Einwohnern (Stand: 2024) in der Provinz Valladolid der Autonomen Gemeinschaft Kastilien-León. Der gesamte Ort mit seiner Burg (castillo) ist als Conjunto histórico-artístico anerkannt.

## Lage
Montealegre de Campos liegt auf einem nördlichen Ausläufer der Montes Torozos oberhalb de Río Anguijon in der Comarca Tierra de Campos in der kastilischen Hochebene in einer Höhe von etwa 815 m ü. d. M. Die Provinzhauptstadt Valladolid befindet sich gut 35 km (Fahrtstrecke) südöstlich; die Stadt Palencia ist gut 40 km in nordöstlicher Richtung entfernt. Das Klima im Winter ist durchaus kalt, im Sommer dagegen warm bis heiß; die spärlichen Regenfälle (ca. 440 mm/Jahr) fallen verteilt übers ganze Jahr.

## Bevölkerungsentwicklung
| Jahr      | 1842  | 1900 | 1950 | 2000 | 2016 |
| Einwohner | k. A. | 614  | 444  | 169  | 122  |

Der Bevölkerungsrückgang im 20. Jahrhundert ist im Wesentlichen auf die Mechanisierung der Landwirtschaft und den damit einhergehenden Verlust von Arbeitsplätzen zurückzuführen.

## Wirtschaft
Die Feldwirtschaft und der Weinbau spielten seit jeher die wichtigste Rolle für die Bevölkerung der Region, doch bereits im Mittelalter entwickelten sich auch Handwerk und Handel. In der zweiten Hälfte des 20. Jahrhunderts hat auch der Tourismussektor größere Bedeutung erlangt.

## Geschichte
In vorrömischer Zeit gehörte die Region zum Siedlungsgebiet des keltischen Volksstamms der Vaccäer; später kamen Römer und Westgoten. Im 8. Jahrhundert wurde das Gebiet von den Mauren überrannt, doch bereits im 9. Jahrhundert eroberten asturisch-leonesische Heere die Gebiete nördlich des Duero zurück (reconquista). Ende des 10. Jahrhunderts machte der maurische Heerführer Almansor die christlichen Erfolge vorübergehend wieder zunichte, aber im 11. Jahrhundert dehnte das Königreich León sein Herrschaftsgebiet erneut bis zur Duero-Grenze aus. Nach vorangegangenen Versuchen vereinigte sich León im Jahr 1230 endgültig mit dem Königreich Kastilien. Seine Blütezeit erlebte der Ort jedoch im ausgehenden Mittelalter und in der frühen Neuzeit.

## Sehenswürdigkeiten

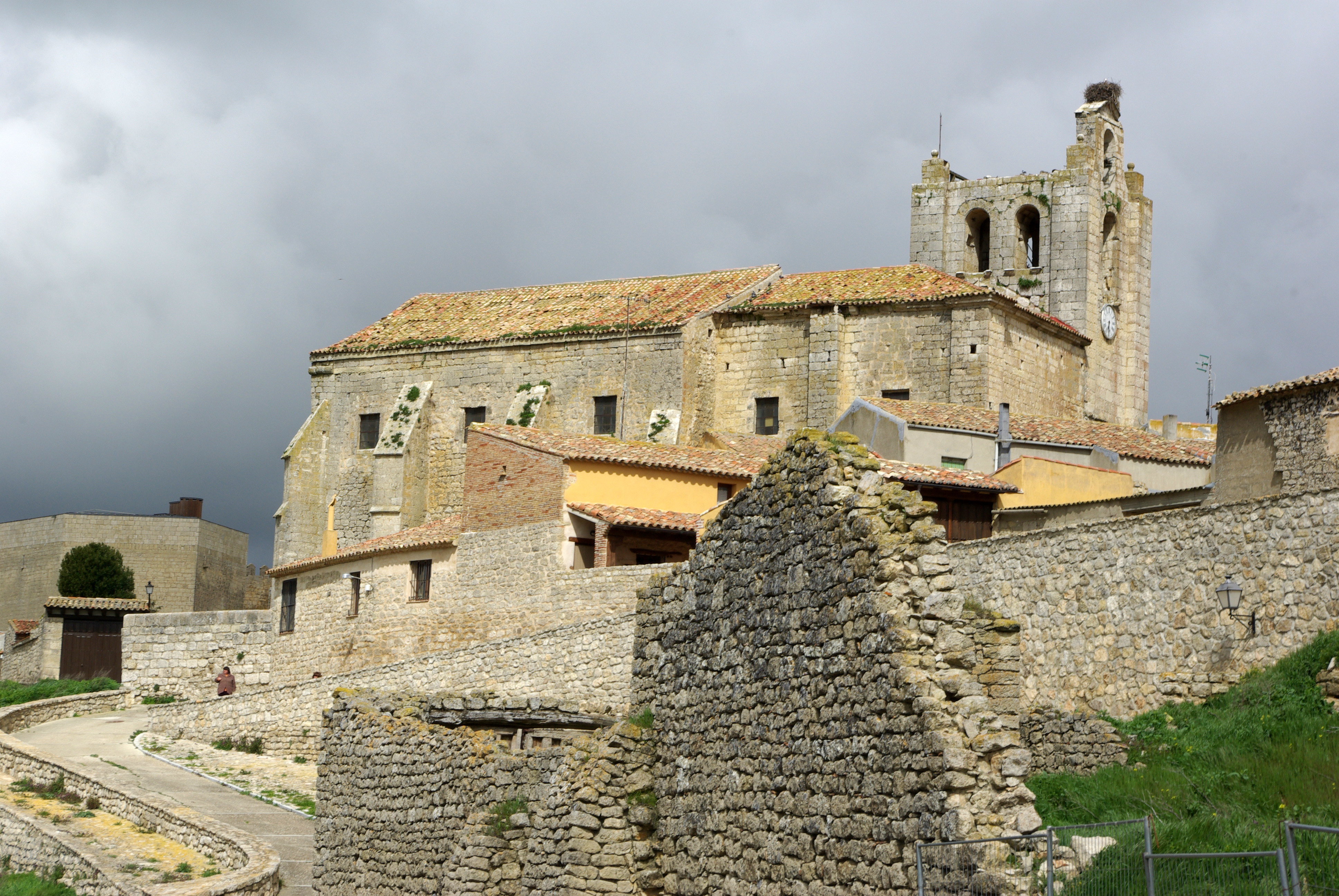
Kirche San Pedro

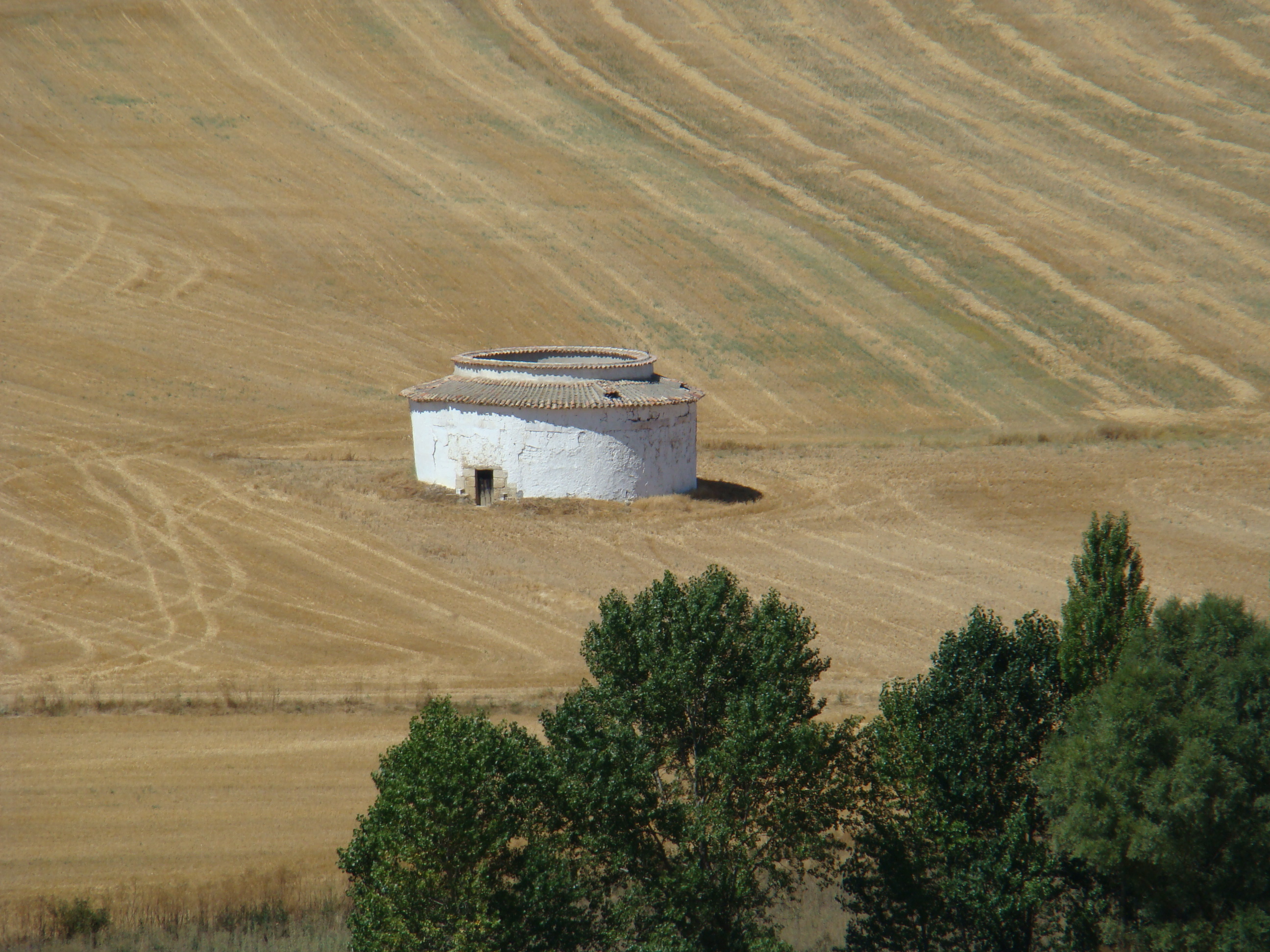
Taubenhaus (palomar)

- Das im 14. Jahrhundert erbaute Castillo de Montealegre de Campos mit seinen ca. 4 m dicken und bis zu 20 m hohen Mauern ist ein imposantes Beispiel spätmittelalterlicher Wehrarchitektur. Die gesamte Anlage ist weitestgehend symmetrisch gestaltet; sie besitzt drei Ecktürme auf quadratischem und einen auf fünfeckigem Grundriss (torre del homenaje) sowie vier runde Treppentürme in der Mitte der Wehrmauern (cortinas). An den Mauern des annähernd quadratischen Innenhofs befanden sich Stallungen und Lagerräume im Erdgeschoss sowie Schlafräume für die Wachmannschaft darüber.[6]
- Die Iglesia de Santa María stammt aus dem 16. Jahrhundert. Ihre eher strenge Fassade wird von einem dreigeteilten Glockengiebel (espadaña) mit seitlichen Voluten und Zierobelisken überhöht; dahinter befindet sich eine Glockenstube. Das Kirchenschiff hat ein Rundbogengewölbe mit seitlichen Stichkappen; die Apsis wird von einem Sterngewölbe überspannt.
- Die Iglesia de San Pedro ist ein dreischiffiger Bau des 17. Jahrhunderts. In ihrer Apsis befindet sich ein imposantes platereskes Altarretabel aus dem 16. Jahrhundert mit 16 gemalten Szenen aus dem Leben Mariens und des Apostels Petrus.[7]
- Die kleine Ermita del Humilladero befindet sich am Ortsausgang an der Straße nach Valladolid. In ihrem von einem hölzernen Dachstuhl überspannten Kirchenschiff ist heute ein Museum zur Schäferkultur (Museo del Pastor) untergebracht.[8]

Umgebung
- Die im 17. Jahrhundert erbaute Ermita de la Virgen de las Serosas befindet sich inmitten der Felder.
- In den Feldern stehen auch einige runde und eckige, aus Lehm gebaute Taubenhäuser (palomares) sowie einige Steinhütten (chozos).